# Alirajpur (Staat)
Alirajpur, mit der gleichnamigen Hauptstadt (seit ca. 1800, früher: Alī Rājpur), war einer der Fürstenstaaten der Bhopawar Agency (1882–1924) in der Central India Agency, ab 1925 unterstand man der Malwa Agency. Es lag etwa zwischen 22° 0'–34' N sowie 74° 18'–34' O. Seine südliche Grenze bildete der Fluss Narmada, westlich stieß man an die Rewa Kantha Agency.

## Geschichte
Das Fürstentum wurde 1437 von Rana Anand Deo gegründet, der behauptete, von den Rathore-Rajputen von Marwar (Jodhpur) abzustammen.
Alirajpur war 1819–1947 britisches Protektorat und hatte 1901 50.180 Einwohner, die in 307 Dörfern auf einer Fläche von 2165 km² lebten. Die Bevölkerung bestand zum großen Teil aus Adivasi: Bhilala (47 %), Bhil (31 %) und Patila (4 %). Muslimische Makrani, Angehörige des mächtigen Wesirs im frühen 19. Jahrhundert, bildeten eine herrschende Klasse.
Im Jahrzehnt 1891–1901 ist die Einwohnerzahl um 28 % gesunken, dies war eine Folge der verheerenden Hungersnöte. Der Raja hatte seit 1920 Anspruch auf 11 Schuss Salut (vorher 9), damit erhielt er automatisch einen Sitz in der 1921 geschaffenen Chamber of Princes.
Der Herrscher vollzog am 15. Juni 1948 den Anschluss an Indien und trat am 16. Juni der Fürstenunion Madhya Bharat bei. Am 1. November 1956 wurden alle Fürstenstaaten der Union aufgelöst und Alirajpur als Tehsil dem Bundesstaat Madhya Pradesh einverleibt.

## Herrscher
- Anand Deo
- Pratap Deo
- Chanchal Deo
- Gugal Deo, sein jüngerer Bruder Kesar Deo gründete Jobat
- Raya Singh (um 1650)
- Prithi Deo
- Surat Deo, † 1765
- Pratap Singh, reg. 1765, † 1818. Mächtiger Minister war Musafir Makrani, dann auch Vormund von:
- Jashwant Singh, *1818 (nach dem Tod seines Vaters), † 17. März 1862. Erbteilung untersagt.
- Gang Deo, reg. 1862, abgesetzt 1871
- Rup Deo, *1847, reg. 1871, † 1881, kinderlos, adoptierte aus der Familie der Thakur von Sondwa:
- Bijai Singh, † 16. Aug. 1890, adoptierte seinen Cousin:
- Pratap Singh, * 12. Sept. 1881, reg. 14. Feb. 1891 (amtierend ab 1904), ausgebildet im Daly College, ⚭ 1: 1900, ⚭ 2: 1902, ein Sohn zwei Töchter. 1911 zum Raja, 1941 zum (nicht erblichen) Maharaja erhoben.
- Fateh Singh, * 22. Aug. 1904, ⚭ 1: 28. Feb. 1922 Anand Kumari, ⚭ 2: Rajendra Kunwar Ba, † 23. Okt. 1941
- Surendra Singh *1923, reg. 1941 bis 15. Aug. 1947, ausgebildet im Marlborough College. Erhielt nach der Abdankung eine Apanage von 95000 Rs. Indischer Botschafter in Spanien in den frühen 1980ern. † 30. März 1996 in Indore.[1]